# Constantin Mohanu
Constantin Mohanu (n. 21 august 1933, Bumbuești, România – d. 15 noiembrie 2006, București, România) a fost un istoric literar, editor și folclorist român.

## Biografie
S-a născut în satul Bumbuești din comuna Boișoara (azi în județul Vâlcea), în familia învățătorului Ionel Mohanu-Vălceleanu și al soției sale, Marioara (n. Nasture). A urmat studii primare la școala din satul natal (1940–1945), apoi a urmat cursurile Gimnaziului unic „Țara Loviștei” din Boișoara (1945–1948) și ale Școlii Pedagogice din Sibiu (1949–1953), pentru ca să studieze în cele din urmă la Facultatea de Limba și Literatura Română a Universității din București (1953–1958). A obținut în 1989 titlul de doctor în filologie al Universității din București cu teza Jean Bart (Eugeniu Botez). Viața și opera.
După absolvirea facultății a lucrat ca redactor la Editura de Stat pentru Literatură și Artă (1958–1959), redactor principal la Editura pentru Literatură (1959–1970) și redactor coordonator și șef de redacție la Editura Minerva (1970–1996), fiind detașat în perioada 1973–1981 ca instructor la Direcția editorială a Consiliului Culturii și Educației Socialiste (1973–1975) și lector la Centrala Editorială (1976–1981). În aceste calități s-a ocupat cu valorificarea moștenirii literare românești, editând texte clasice și de folclor. A reeditat opera lui Ioan Slavici, tipărind volumele VII–XIV ale colecției între anii 1973–1987, două volume de Scrieri în 1993 și o nouă ediție de șase volume de Opere (nuvele, romane, povești și povestiri, teatru și manuscrise, memorialistică) între anii 2001–2004, cu un aparat critic îmbunătățit. A mai editat, de asemenea, teatrul, poezia, proza și memorialistica lui Victor Eftimiu în 13 volume critice (Opere, VI–XVIII, 1975–1996), două volume de Scrieri ale lui Jean Bart în perioada 1974–1979, volumele Amintiri despre Eminescu (1983) de T. V. Ștefanelli și Scrisori către V. Alecsandri de Ion Ghica (2001), și a prefațat mai multe scrieri ale lui B. P. Hasdeu, Vasile Alecsandri, Ion Agârbiceanu, Vasile Voiculescu, Al. Odobescu și Petre Ispirescu.
Afectat puternic de decesul soției sale, Constantin Mohanu a murit pe 15 noiembrie 2006, la București.

## Activitate literară
A debutat în presă în 1962, în paginile revistei Luceafărul, colaborând apoi cu articole de folclor și istorie literară în revistele Gazeta literară, România literară, Luceafărul, Cronica, Manuscriptum, Adevărul literar și artistic etc. A fost, de asemenea, membru în colegiul de redacție al revistei Livres roumains (1977–1982) și a fondat revista Izvorașul din Râmnicu Vâlcea (1989).
A colaborat la elaborarea volumului Folclor din Țara Loviștei (1970) și a debutat editorial cu volumul Fântâna dorului. Poezii populare din Țara Loviștei (1975), care conține 784 texte, culese din 30 de sate de pe Valea Oltului și de pe Valea Lotrului, ce prezintă obiceiurile la naștere, nuntă și înmormântare din acea veche zonă etnofolclorică. Culegerea de proză populară Fata Munților. Basmele și poveștile Loviștei (2003) conține creații folclorice inedite culese în 1965 și apoi între anii 1975 și 1988, tipărite cu o preocupare pentru păstrarea caracteristicilor graiului local loviștean. Criticul Alex. Ștefănescu s-a exprimat laudativ  la adresa acestei culegeri: „[Fata Munților – n.n.] poate provoca un adevărat coup de foudre, prin ingeniozitatea, pitorescul și vivacitatea narațiunilor țărănești. Constantin Mohanu, un folclorist experimentat, dar nu și blazat, capabil să se bucure de frumusețea folclorului, are darul de a face dintr-o lucrare științifică o carte încântătoare, ca 1001 de nopți”.
Constantin Mohanu este autorul a două studii monografice documentate despre Victor Eftimiu (1999) și Jean Bart, bazate pe cercetări arhivistice ample, cu o analiză tematică minuțioasă. A publicat mai multe antologii de critică literară (Nuvele și povestiri istorice, 1972; Fabule, 1974; Ioan Slavici interpretat de…, 1977; Râul, ramul…, 1990; Bicentenar Anton Pann, 1996; Balade populare românești. Cântece bătrânești, 1997; Balade populare românești. Miorița. Meșterul Manole, 1998; Dicționar de ghicitori, 2002), frecventând zilnic Biblioteca Academiei Române pentru a studia viața literară românească. Bogata sa activitate de cercetător literar și de îngrijitor al edițiilor tipărite i-a fost recunoscută de membrii breslei literare: Constantin Mohanu a fost distins cu Premiul revistei Manuscriptum (1982) și cu Premiul Uniunii Scriitorilor (2003) pentru ediția Opere de Ioan Slavici.

## Opera
- Obiceiul colindatului în Țara Loviștei, studiu etnofolcloric, București, 1970 (extras din Revista de etnografie și folclor, nr. 3; 4; 6);
- Fântâna dorului. Poezii populare din Țara Loviștei, culegere monografică, București, 1975;
- Victor Eftimiu, studiu monografic, București, 1999;
- Jean Bart (Eugeniu Botez). Viața și opera, București, 2001.